# Irena Žantovská
Irena Žantovská (* 11. září 1963 Pardubice) je česká divadelní a rozhlasová režisérka a vysokoškolská pedagožka.

## Životopis

### Vzdělání
V roce 1986 absolvovala obor ekonomika a řízení na Vysoké škole chemicko-technologické Pardubice (Ing.), v roce 1992 na DAMU Praha, obor divadelní režie (Mgr.), V roce 2010 získala vědeckou hodnost PhD. na DAMU Praha obhajobou dizertační práce z oboru sociologie divadla (Divadlo jako médium) a v roce 2016 obhájila habilitační práci z oboru masmediální studia na Panevropské VŠ v Bratislavě (doc.).

### Praxe v uměleckých řídících funkcích
V letech 1991–1992 byla šéfkou činohry v Divadle F. X. Šaldy v Liberci, v letech 1993–2000 členkou umělecké rady poetické vinárny Viola, v letech 2002–2017 uměleckou šéfkou a režisérkou Intimního divadla Dáši Bláhové. Souběžně působila v letech 2007–2016 jako umělecká ředitelka Festivalu Za vodou Praha a v letech 2016 až 2019 byla ředitelkou Minifestivalu slovenského divadla a kultury v Praze. Od srpna 2019 do září 2020 byla jednatelkou společnosti Divadla Kladno, s.r.o., pod kterou spadá činoherní Městské divadlo Kladno a loutkové Divadlo Lampion.

### Ocenění
V roce 2003 byla její inscenace Vagína monology nominována na cenu Alfréda Radoka roku 2002, v roce 2006 získala cenu Vize 97 Dagmar a Václava Havlových v rámci Mezinárodního televizního festivalu Zlatá Praha 2006 za televizní film Mistr Jan Hus (scénické oratorium), v roce 2007 získala cenu diváků za nejúspěšnější inscenaci sezóny Středočeského divadla Kladno (inscenace Plíseň) a v roce 2016 získala Cenu festivalu Ortenova Kutná Hora.

### Rodina
Je vdaná, jejím manželem je publicista Petr Žantovský.

## Pedagogická činnost
Od roku 1998 do roku 2000 působila jako vedoucí pedagog ročníku na Soukromé herecké škole Praha, od roku 2001 do roku 2010 vyučovala obor rétorika a komunikace na Univerzitě J. A. Komenského Praha, od roku 2009 do roku 2010 tamtéž jako odborný garant studijního oboru Audiovizuální komunikace a tvorba. V letech 2012–2014 byla rektorkou Akademie managementu a komunikace a v letech 2014–2015 odborným garantem, Otevřené evropská akademie ekonomiky a politiky. V letech 2011–2017 působila jako pedagog na Vysoké škole mezinárodních a veřejných vztahů a od roku 2017 vyučuje mediální předměty a rétoriku na VŠE Praha.

## Dílo

### Odborná publikační činnost
- Umění jako komunikační jazyk, Votobia 2005
- Manažerské rozhodování v praxi, C.H.Beck 2015
- Divadlo v období hodnotovej krízy, slovensky, Akadémia umení  Banská Bystrica 2015
- Tvorivá osobnost a kolektívny charakter divadelnej tvorby,  Akadémia umení Banská Bystrica 2016

- Sborníky: Bulvarizace českých médií, Medias Res 2015
- Autorské právo, Medias Res 2015
- Médiá – moc – manipulácia, PEVŠ Bratislava 2016

- Jazyková komunikace v dějinách lidstva, Praha 2006, 2. vyd. Praha 2009
- Rétorika – teorie a praxe, Praha 2008
- Čítanka z dějin rétoriky (spolu s H. Schreiberem), Praha 2008
- Divadlo jako médium, Praha, NAMU 2012
- Rétorika a komunikace, Praha Dokořán 2015

### Beletrie
- Zahrada soch (Votobia 1998, 2. rozšířené vydání Klub pražských spisovatelů 2013)
- Bezčasí (Klub pražských spisovatelů 2015
- Příbehy a iné pokušenia (slovensky, Eterna Press Bratislava 2017)

### Umělecká činnost
Od roku 1986–87 – lektorka dramaturgie v divadle Drak Hradec Králové. Od 1991 dosud realizovala cca 80 divadelních režií (činohra, opera i balet) v českých divadlech včetně ND Praha, ND Brno atd. a dále televizní a rozhlasové režie a projekty (Kabel Plus, Český rozhlas, Praha TV atd.). V letech 2017–2018 byla zaměstnána na částečný úvazek v ČRo jako režisér dramatických pořadů

### Divadelní režie
Národní divadlo Praha
- A. Strindberg – Tanec smrti (1993)
- F. Witterbrink – České sekretářky (2001 – divadlo  Kolowrat, od 2003 ve Stavovském divadle)

Národní divadlo Brno
- F. Witterbrink, I. Žantovská – Moravské sekretářky (2010)

Divadlo DAMU Praha:
- A. P. Čechov – Samovar (1990)

Poetická vinárna Viola
- Německý expresionismus – Solidní bestie, jemná zvířata (1992)
- Americká beat generation – Nestřílejte divokou svini! (1993)
- J.Orten – Píši vám, Karino (1995)
- V.Hrabě – Hledám tě v tomto městě (1993)
- J.Kainar – Přiznávám se tímto ke všemu (1997)
- Nestřílejte divokou svini! (obnovená premiéra 1999)
- F.Villon – Všechno jen do putyk a ženským (scénář, 2000)

Divadlo Ungelt Praha
- F.Villon – Všechno jen do putyk a ženským (scénář, nová premiéra 2007)

Divadlo Řeznická Praha:
- L.Petruševská – Láska, Byt kolombíny (1990)

Divadlo Disk Praha:
- A.P.Čechov – Darebák (1991)

Divadlo Labyrint Praha:
- A.P.Čechov – Platonov (1996)

Nosticovo divadlo Praha
- Eva Enslerová – Vagína monology (2002)

Divadlo v Celetné
- Václav Hrabě – Hledám tě v tomto městě (2012)
- Jiří Orten – Elegie (2014)

Galerie Portheimka Praha – Festival Za vodou
- Eve Enslerová – Tělo (2007)
- Michale Gow – Evropa (2008)
- Irena Žantovská – Zahrada soch (2009)
- Marina Cvetajeva – Ale především společnou postel… (2010)
- Peta Murray – Moucha na zdi (2011)
- Václav Hrabě – Hledám tě v tomto městě (2012)
- Jiří Orten – Elegie (2013)
- M.R.Štefánik – Štefánik? Štefánik! (2014)
- L.Mňačko – Noční rozhovor (2015)
- Karel IV. – Vita Caroli (2016)

Slovenský dům v Praze – Minifestival slovenského divadla a kultury
- Luboš Jurík – Smrt Ministra (2017) (v rozhlasové verzi 2018 uvedeno v Českém rozhlase a RTVS)

Divadlo Černá labuť Praha
- Alma de Groen – Mrchy aneb Řekni mi o své lásce (2006)

Kongresové centrum Praha
- E.Scolla, I.Žantovská, J.Kudláčková – Tančírna (2003, obnovená premiéra 2004)
- P.Forest, M.Steigerwald, I.Žantovská – Antigona, rocková opera (koncertní provedení – premiéra 2006)

Divadlo Bez zábradlí Praha
- F.Witterbrink – České sekretářky (od 2005)
- Pražský hrad  – Španělský sál

- J.D.Zelenka – Sub Olea Pacis (scénické provedení opery, 2005)

Senát ČR – Valdštejnská zahrada
- R.Pachman – Mistr Jan Hus (oratorium) (2005)

Chrám sv.Mikuláše Praha
- R.Pachman – Mistr Jan Hus (oratorium) (2005)

Staroměstské náměstí Praha
- R.Pachman – Mistr Jan Hus (oratorium – koncertní provedení –2005)

Divadlo Míčovna Pražský hrad
- Karel IV – Vita Caroli (2007)

Divadlo Na Maninách Praha
- Barbara Nesvadbová – Laskonky (2018)

Agentura Point Praha, Dívadlo Palace Praha
- Emma Peirson – Cave Woman (2019)

Středočeské divadlo Kladno:
- Edward Albee – Kdo se bojí Virginie Woolfové (1998)

- J.C.Daumas – Hřbitov slonů (1999)

- Euripidés – Příběh Elektry (2000)

- Marit Tusvik – Plíseň (2007 – čs.premiéra, získalo 1.cenu diváků za sezónu 2006/07)

- O.Wilde – Jak je důležité míti Filipa (2008)

Slezské divadlo Opava
- O. Wilde – Jak je důležité míti Filipa (2018)

Severočeské divadlo opery a baletu Ústí n.Labem
- L.Bernstein – West Side Story (2007)

- G.Verdi – Otello (2009)

- Gončarov, Reindl, Žantovská – Zahrada soch (2010)

- A.Dvořák – Rusalka (2012)

Městské divadlo Zlín:
- A.Ayckbourn – Intimní život Zuzany Genetové (1992)

Divadlo F.X.Šaldy Liberec:
- P.Shaffer – Amadeus (1991)
- G.Seidel – Carmen Kittel (1992)
- N.V.Gogol – Duše na prodej (1992)
- A.Camus – Nedorozumění (1994)
- O.Wilde – Jak je důležité míti Filipa (1994)

Národní divadlo Ostrava:
- W.Saroyan – Jim Dandy (1992)
- P.Shaffer – Veřejné oko (1993)

Moravské divadlo Olomouc:
- C.Goldoni – Dobrodružství o dovolené (1994)
- R.Sheridan – Škola pomluv (1995)

Divadlo J.K.Tyla Plzeň:
- P.Confortés – Maraton (1997)
- S.Shepard – Mámení mysli (1998)
- Tracy Letts – Zabiják Joe (2006)
- E. DeFilippo – Vnitřní hlasy (2007)

Západočeské divadlo Cheb:
- C.Goldoni – Zmatky o dovolené (1996)
- J.Genet – Služky (1997)
- Euripides – Orestes (1998)

Východočeské divadlo Pardubice:
- F.Mitterer – Pan Jedermann (1996)

Divadlo Karlovy Vary:
- W.Gibson – Dva na houpačce (1997)

Soukromá herecká škola Praha:
- N.Ostrovskij – Kdo hledá, najde (1997)
- T.Dorst – Legenda o nebohém Jindřichovi (1998)
- G.Seidel, W.Shakespeare – Carmen anebo Julie (1999)
- C.Goldoni – Zmatky před dovolenou (1999)

Divadlo Příbram:
- J.Hejnic – Chytit kometu! (muzikál, 1999)

Agentura PKS:
- R.Thomas – Mandarinkový pokoj (2001)

RTV Praha
- Mistr Jan Hus – televizní film podle scénického oratoria (2005)